# Calcareniet

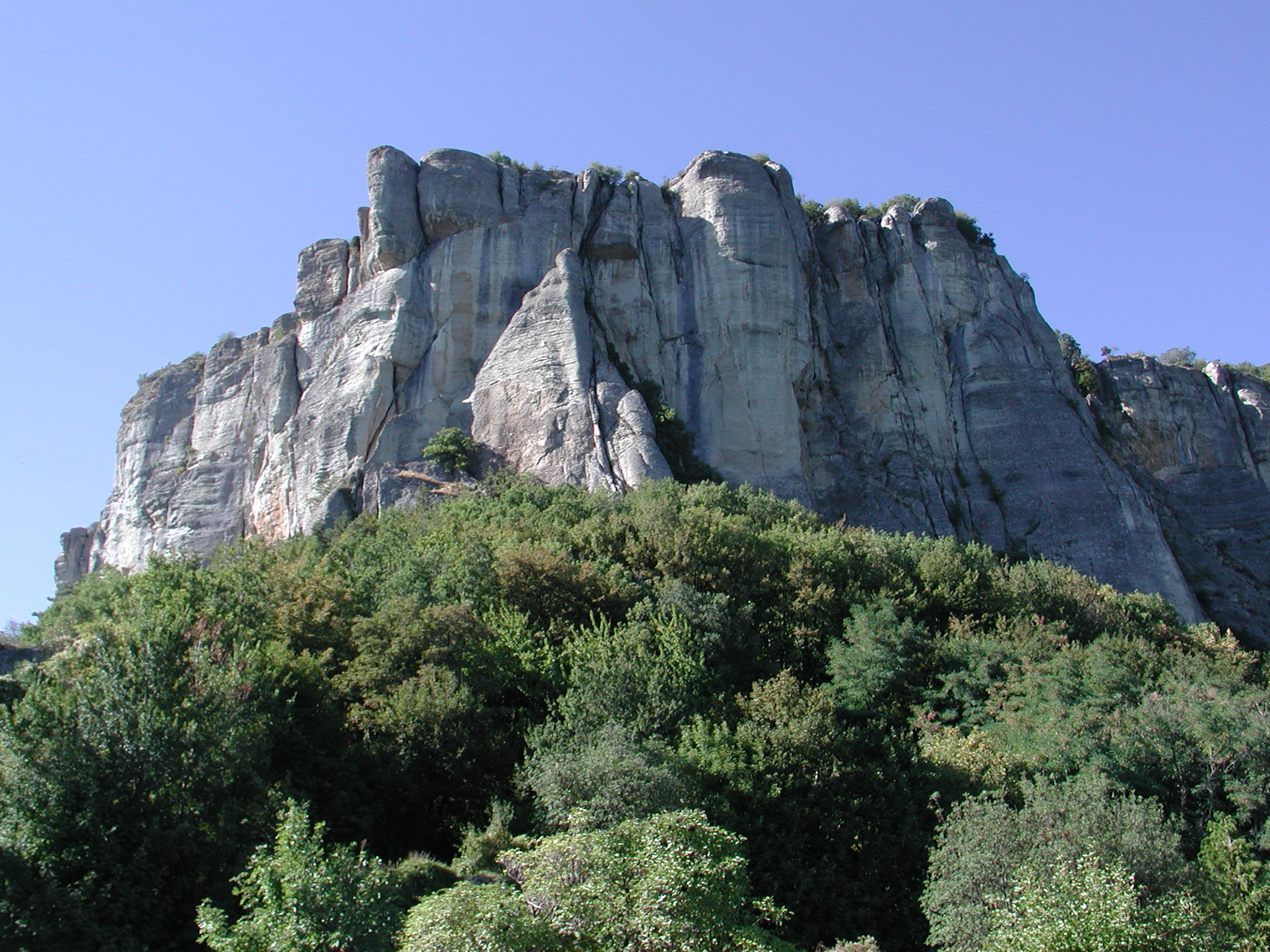
De Pietra di Bismantova in centraal Italië is een voorbeeld van een calcarenietformatie.

Calcareniet is een type kalksteen dat voornamelijk (voor meer dan 50 procent) is samengesteld uit detritische (verweerd) zand-formaat (0,0625 tot 2 mm in diameter), carbonaatkorrels. De korrels bestaan uit korrels met zandformaat van hetzij koralen, schelpen, oöiden, intraclasten, pellets, fragmenten van ouder kalksteen en dolomieten, andere carbonaatkorrels of een combinatie hiervan. Calcareniet is het carbonaatequivalent van een zandsteen. De term calcareniet werd oorspronkelijk voorgesteld in 1903 door Grabau als een deel van zijn calcilutiet, calcareniet en calcirudiet carbonaat-classificatiesysteem gebaseerd op de grootte van de detritische korrels die samen kalksteen vormen. Calcarenieten kunnen ophopen in een breed scala aan mariene en niet-marine omgevingen. Ze kunnen bestaan uit korrels van carbonaat die ofwel zich ophopen als zandduinen aan de kust (eolianieten), stranden, offshore banken en ondiepten, turbidieten of andere afzettingen.